# Gare de Tralimet
La gare de Tralimet est une gare ferroviaire algérienne située sur le territoire de la commune de Sidi Medjahed, dans la wilaya de Tlemcen.

## Situation ferroviaire
Établie à une altitude de 451,330 m, la gare est située au point kilométrique (PK) 114,174	 de la ligne de Tabia à Akid Abbes, où elle est précédée de la gare de Sidi Medjahed et suivie de celle d'Maghnia.
| \| Tlemcen Ghazaouet Akid Abbes Maghnia Tralimet Tabia \| Localisation de la gare de Tralimet dans la wilaya de Tlemcen. |
| Tlemcen Ghazaouet Akid Abbes Maghnia Tralimet Tabia                                                                      |

## Histoire
La gare est mise en service en 1910 lors de l'ouverture de la section de Turenne (actuelle Sabra) à la Marnia (actuelle Maghnia) de la ligne de Sainte-Barbe-du-Tlélat à Oujda,.

## Service des voyageurs

### Dessertes
La gare de Sidi Medjahed est desservie par les trains régionaux de la liaison Tlemcen - Maghnia.